# رجا رافع
رجا رافع لاعب كرة قدم سوري, الهداف التاريخي للدوري السوري الممتاز و ثاني الهدافين في تاريخ  المنتخب السوري  من مواليد 1 مايو أيار 1983 في ريف دمشق , سوريا في مدينة جرمانا القريبة من العاصمة دمشق، وهو مهاجم نادي المجد و يلقبونه محبينه بـ مرعب الحراس.
بدأ مسيرته الكروية مع نادي المجد، وفي موسم 2005/2006 انتقل إلى نادي العربي الكويتي، ومنذ عام 2006 خاض العديد من التجارب الاحترافية في كل من اندية الوحدة السعودي والشرطة السوري وزاخو العراقي والنجمة اللبناني والوحدة السوري, ويلعب حاليا لصالح نادي الفتوّة السوري.
توّج بلقب هداف الدوري السوري في خمس مواسم  لعب مع منتخب سوريا لكرة القدم في الفترة ما بين 2006-2015 وأعلن اعتزاله اللعب دولياً في نهاية سنة 2015

## ترشيحة للتشكيلة المثالية لكأس الاتحاد الاسيوي
```
.
[
5
]
```

نشر الاتحاد الآسيوي لكرة القدم استفتاء التشكيلة المثالية في تاريخ كأس الاتحاد الآسيوي بالنسبة للمهاجمين، وكان اسم المهاجم السوري “رجا رافع” ضمن الأسماء المرشّحة.
وجاء ترشيح “رافع” بسبب رصيد أهدافه في البطولة بعد أن سجّل 19 هدفاً خلال مشاركاته، وحصوله على جائزة هدّاف كأس الاتحاد الآسيوي 2012 بعد أن سجّل 9 أهداف في 6 مباريات ليحتل صدارة هدافي البطولة آنذاك، حين كان مهاجماً لنادي “الشرطة” السوري.
وفي عام 2016 شارك “رافع” في كأس الاتحاد الآسيوي بقميص نادي “الوحدة” وسجّل 6 أهداف في أول ثلاث مباريات من بينها رباعية في مرمى “القوة الجوية” العراقي.
ورشّح اتحاد القارة إلى جانب “رافع”، البرازيلي ريكو والعراقي أمجد راضي واللبناني محمد غدار والإسباني بيانفينيدو مارانون وغيرهم.

## قائمة الاهداف بالدوري السوري
- ملخص جميع اهداف اللاعب في جميع مشاركاته بالدوري السوري.[6]

| السنة   | النادي        | عدد الأهداف |
| 2001–02 | المجد         | 12          |
| 2002–03 | المجد         | 13          |
| 2003–04 | المجد         | 21          |
| 2004–05 | المجد         | 14          |
| 2006–07 | المجد         | 9           |
| 2007–08 | المجد         | 21          |
| 2008–09 | المجد         | 3           |
| 2009–10 | المجد         | 6           |
| 2010–11 | الشرطة        | 4           |
| 2011–12 | الشرطة        | 7           |
| 2014–15 | المجد         | 12          |
| 2015–16 | الوحدة        | 22          |
| 2016–17 | الوحدة        | 11          |
| 2017–18 | الوحدة        | 4           |
| 2018–19 | المجد         | 7           |
| 2020–21 | الفتوّة        | 3           |
| 2021–22 | الطليعة       | 1           |
|         | مجموع الاهداف | 170         |

## روابط خارجية
- رجا رافع على موقع قاعدة بيانات كرة القدم.إي يو (الإنجليزية)
- رجا رافع على موقع ناشيونال فوتبول تيمز (الإنجليزية)
- رجا رافع على موقع Soccerway.com (الإنجليزية)